# إم. سيرز بروكس
إم. سيرز بروكس (بالإنجليزية: M. Sears Brooks)‏ (1830، سبرينغفيلد في الولايات المتحدة - 3 نوفمبر 1893)؛ كاتِبة وشاعرة أمريكية.